# 2MASS J0523-1403
2MASS J0523-1403 là một sao lùn đỏ có khối lượng rất nhỏ cách trái đất khoảng 40 năm ánh sáng ở phía nam chòm sao Thiên Thố. Với cấp sao biểu kiến rất mờ 21.05 và nhiệt độ rất thấp 2074°K nó được nhìn thấy chủ yếu bởi kính viễn vọng nhạy cảm lớn. 2MASS J0523-1403 lần đầu tiên được quan sát thấy như một phần của Two Micron All-Sky Survey (2MASS).